# Simon Goulet
Pour les articles homonymes, voir Goulet.
Simon Goulet est un artiste, chercheur, ingénieur du son et réalisateur (né en 1962 à Luceville), vivant à Montréal, Canada.

## Biographie
Inventeur d’une technique nouvelle qu’il a baptisé « cinépeinture »,, Simon Goulet a fait ses premiers essais filmiques en animation et en documentaire (1978-85) lors de la période où le format de film super 8 était populaire. En 1983, il obtient un diplôme en radiotélédiffusion du Collège Algonquin des arts et de la technologie d’Ottawa et subit au même moment ses premières influences artistiques en fréquentant des artistes et étudiants en art (peinture et photographie). La découverte du travail de Jackson Pollock le marque particulièrement. Durant cette période, il est assistant à l’agent de promotion à l’Office national du film du Canada à Ottawa et visionne le quart de la collection de 10 000 films de l’Office national du film. En 1985, il entre à l’Université Concordia de Montréal où il précise sa démarche en art et expérimentation et il obtient un Baccalauréat en beaux-arts avec la mention distinction (promotion de 1992). Par la suite, menant deux carrières parallèles comme ingénieur du son et comme artiste en art médiatique (boursier du Conseil des arts du Canada et du Conseil des arts et de lettres du Québec), il se consacre pendant onze ans (1992-2003) à l’élaboration de sa propre technique de peinture liquide en mouvement, soit la « cinépeinture ».

## Démarche
Son regard sur le monde a pour filtre celui de son parcours académique et de sa passion pour le cinéma et les arts visuels. La fusion de ces deux langages artistiques, de même que son intérêt pour les sciences, est à la base de la plupart des projets artistiques qui l’ont orienté vers la « cinépeinture ». 
Cette démarche a pour intention première de libérer la peinture de son cadre traditionnel pour offrir au spectateur une expérience artistique et sensorielle hors du commun. Sa première « cinépeinture », intitulée Oïo, se traduit par une sorte de représentation impressionniste de l’origine de la matière, du Big Bang jusqu’à l’apparition de la vie sur terre. Sur le plan formel, ses œuvres font exploser le rapport catégorial entre les matériaux que sont la peinture et le support auquel on les associe habituellement. 
Ainsi, la relation au cadre spatial défie toute subordination à la tradition du langage plastique bidimensionnel car le langage cinématographique lui permet d’explorer l’expressivité de la matière plastique en mouvement dans l’air. Ce mouvement des couleurs et des formes est filmé, découpé, sélectionné puis réintroduit dans l’œuvre finale qui renaît réorganisé dans son regard d’artiste. Ces jets de peinture expressifs, non plus fixés à la planéité d’une surface statique mais plutôt libérés de ces contraintes, ne sont pas sans rappeler la matière organique et vivante qui constitue la base de toute vie sur terre. Ses sources d’inspiration sont principalement la nature, les sciences et plus particulièrement ce qui touche à la théorie de l’évolution.

## Filmographie sélective
- 1985 : La main lumineuse
- 1985 : Philippe Harel non-voyant et parasite-FM
- 1987 : Ad vitam aeternam... Amen !
- 1987 : Chutes de neige
- 1988 : Nivis
- 1992 : Chroma cola
- 2003 : Oïo
- 2004 : Cinepainting : Expérience Oïo

## Prix
- 2003 : Prix Animé TVA 2003 au Festival du cinéma international en Abitibi-Témiscamingue